# Liste der Kulturdenkmäler in Echtershausen
In der Liste der Kulturdenkmäler in Echtershausen sind alle Kulturdenkmäler der rheinland-pfälzischen Ortsgemeinde Echtershausen aufgeführt. Grundlage ist die Denkmalliste des Landes Rheinland-Pfalz (Stand: 27. Juni 2022).

## Einzeldenkmäler
| Bezeichnung                   | Lage                        | Baujahr                           | Beschreibung                                                                | Bild                           |
| ----------------------------- | --------------------------- | --------------------------------- | --------------------------------------------------------------------------- | ------------------------------ |
| Wegekreuz                     | Hauptstraße, vor Nr. 3 Lage | 1731                              | Wegekreuzfragment; oberes Ende eines Schaftkreuzes, bezeichnet 1731         | BW                             |
| Quereinhaus                   | Hauptstraße 6 Lage          | erste Hälfte des 19. Jahrhunderts | Quereinhaus, erste Hälfte des 19. Jahrhunderts, Schmiedenanbau wenig jünger | BW                             |
| Katholische Kapelle St. Maria | Hauptstraße 12 Lage         | 1892                              | Putzbau mit Dachreiter, 1892, jüngerer Sakristeianbau                       | weitere Bilder Fotos hochladen |
| Wegekreuz                     | westlich des Ortes Lage     | 1770                              | gedrungenes Schaftkreuz, 1770, Abschlusskreuz jünger                        | BW                             |
| Wegekreuz                     | südwestlich des Ortes Lage  | 1778                              | Wegekreuz, bezeichnet 1778                                                  | BW                             |